# Pleuraphodius kilimandjaroensis
Pleuraphodius kilimandjaroensis är en skalbaggsart som beskrevs av Rudolph Petrovitz 1965. Pleuraphodius kilimandjaroensis ingår i släktet Pleuraphodius och familjen Aphodiidae. Inga underarter finns listade i Catalogue of Life.